# Diabolus in musica (roman)
Pour les articles homonymes, voir Diabolus In Musica.
Diabolus in musica est un roman de Yann Apperry publié le 23 août 2000 aux éditions Grasset et ayant reçu la même année le prix Médicis.

## Éditions
- Diabolus in musica, éditions Grasset, 2000  (ISBN 2246604419) .